# 民族解放人民党
民族解放人民党（みんぞくかいほうじんみんとう、シンハラ語: Desha Vimukthi Janatha Pakshaya, DVJP、英: National Liberation People's Party）は、スリランカの政党。1988年に設立。2010年現在の書記長はP. M. Podiappuhamy。
2004年4月2日に行われた選挙では、民族解放人民党も参加する統一人民自由同盟が225議席中105議席を獲得した。